# 内保沼
内保沼（日语：／）或多布罗耶湖（俄语：Озеро Доброе）是择捉岛的湖，属北海道根室振兴局或萨哈林州库里尔斯克区，面积2.7平方公里。